# IC 4061/2
IC 4061/2 је галаксија у сазвијежђу Ловачки пси која се налази на листи објеката дубоког неба у Индекс каталогу.
Деклинација објекта је + 39° 35' 1" а ректасцензија 13h 0m 58,1s. Привидна величина (магнитуда) објекта IC 4061 износи 15,5 а фотографска магнитуда 16,5.